# مملكة فرغانة
إمارة فرغانة كانت سلالة إيرانية محلية من أصل صغدي، حكمت منطقة فرغانة من تاريخ غير معروف إلى عام 819. وكان حكام المنطقة معروفين بألقابهم " إخشيد" و"دهقان". وكانت عاصمة الإمارة هي أخسيكث .

## التاريخ
كانت إمارة فرغانة تحت حكم الترك الغربيين حتى دمرتها الصين التانغية في عام 657 وبعد ذلك تحت حماية أنشي. فتحها قتيبة بن مسلم أثناء الفتح الإسلامي لبلاد ما وراء النهر. وقد تعرضت فرغانة، إلى جانب خجندة، لغارة بعد انتصار قتيبة على غوراك بفترة وجيزة.

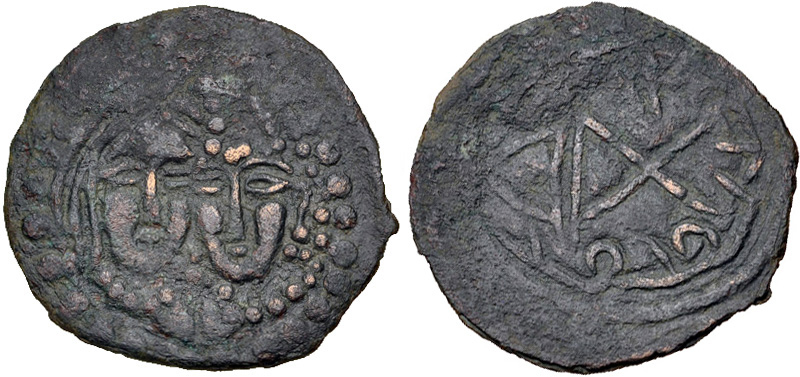
عملة فرغانة قبل الإسلام.

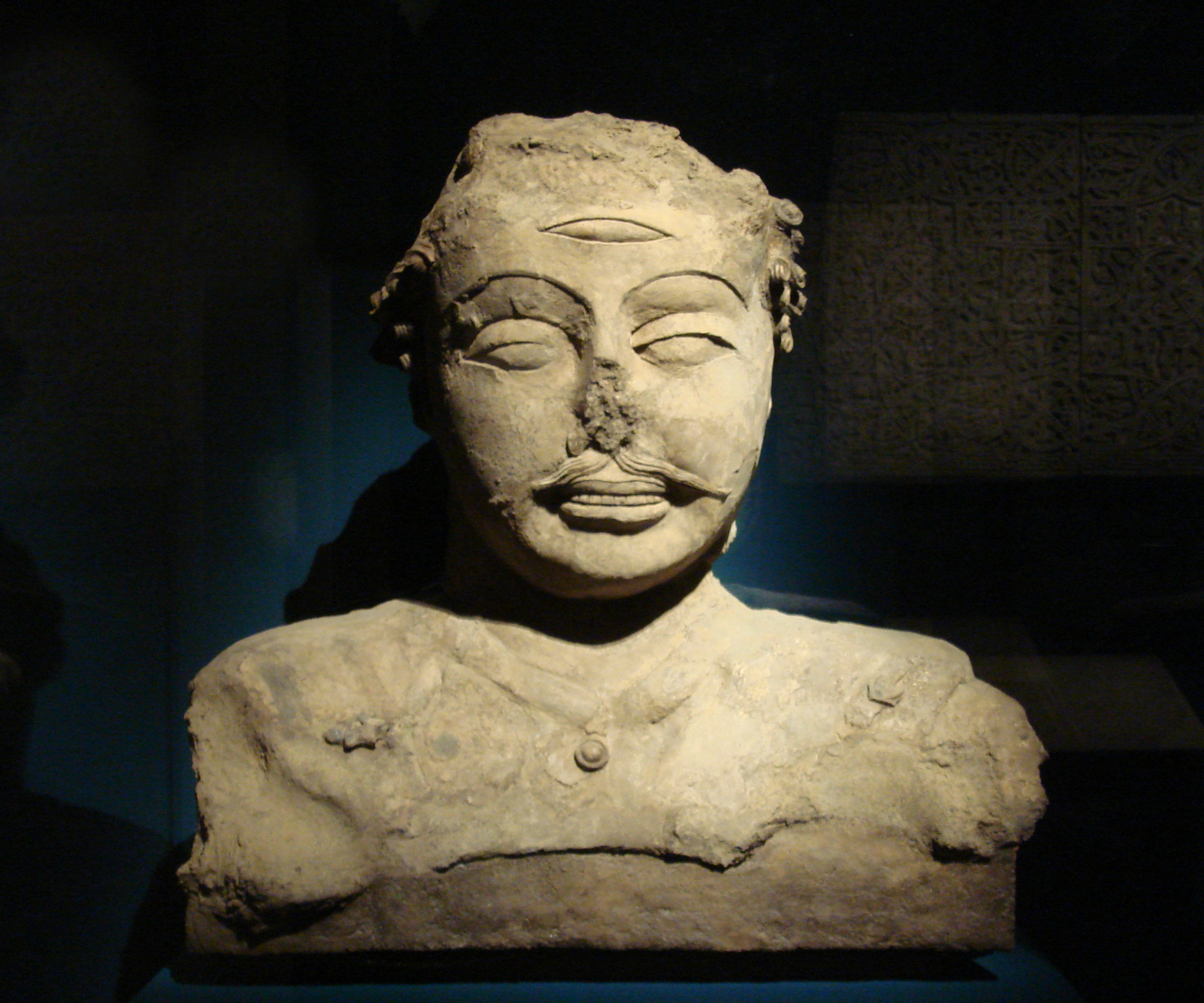
الملك المعظم ويشباركار، القرن السابع، قوفا (فرغانة)، أوزبكستان.

وفي عام 715م، سيطر قتيبة على فرغانة بالكامل، وجعلها ولاية تابعة للخلافة الأموية. في عهد الخليفة الأموي سليمان بن عبد الملك (حكم 715-717)، ثار الإخشيد ("الملك") من فرغانة ضد السلطة الأموية، ولكن سرعان ما هُزموا وقُتلوا. دفن في أنديجان. بعد وفاة قتيبة (أيضًا في عام 715)، غزا الوالي الصيني تشانغ شياو سونغ (張孝嵩) فرغانة.

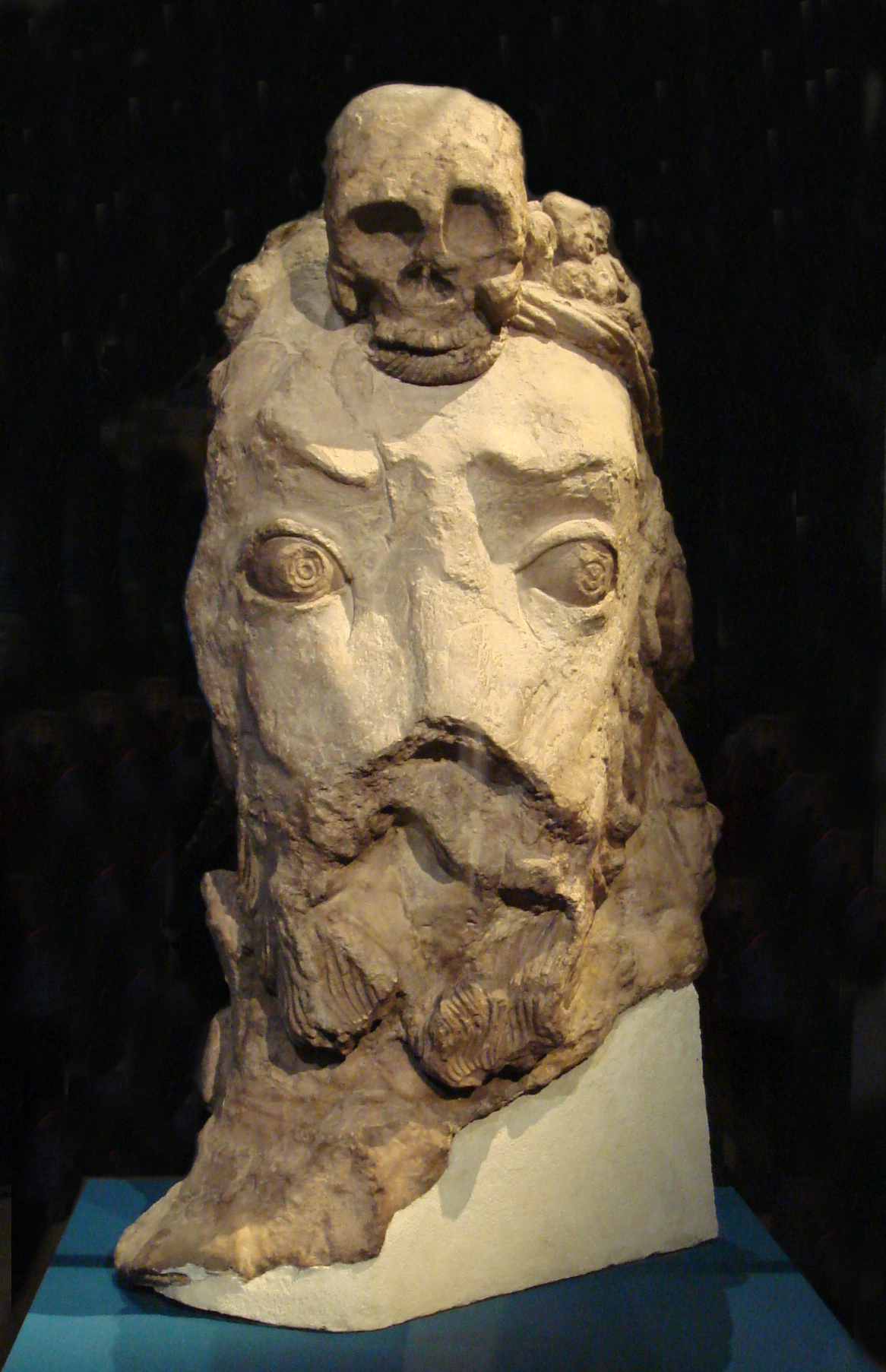
رأس شيطان، القرن السابع، معبد قوفا البوذي (فرغانة)، أوزبكستان.

في مدن مثل بانجكانت وباي [الإنجليزية]، ثار الصغديون؛ وكان أخطر تمرد هو تمرد 720-722 تحت قيادة ديواشتيش [الإنجليزية] وكرزانج، الذي حصل على دعم من الإخشيديين الفرغانيين، المعروفين باسم التار (ويكتبون أيضًا ألوتار). ووعدهم التار بتوفير الحماية لهم في حال فشل تمردهم. وبينما كان جيش كرزنج مقيما في خجندة، خانه التار، وأخبروا القائد الأموي سعيد بن عمرو الحرشي بمكان تواجد كرزنج وجيشه. سارع الحرشي إلى خجندة، حيث هزم جيش كرزانج، وقام بقتل أكثر من 3000 من سكان صغدية في المدينة. ثم توجه نحو زرافشان (في طاجيكستان اليوم) [الإنجليزية]، حيث هزم وأسر ديواشتيش، الذي أعدمه فيما بعد. وبذلك تمكن سعيد من استعادة السيطرة الأموية على بلاد ما وراء النهر، باستثناء فرغانة.
في عام 723م، غزا جيش أموي بقيادة مسلم بن سعيد الكلابي فرغانة، ودمر الريف. ومع ذلك، جاء جيش بقيادة خاقان الخاقان صلوك [الإنجليزية] لإنقاذ حلفائهم الفرغانيين، وحقق انتصارًا ساحقًا على العرب في ما يسمى " يوم العطش ". في عام 726، انقسمت فرغانة بين إخشيدين، أحدهما يحكم في الشمال، وكان تابعًا للتورجيش. في عام 729، ساعد أحد الإخشيد من فرغانة التورجش أثناء حصار كامارجا ، وبعد عامين ساعد فرغانة التورجش أثناء معركة الدهليز . في عام 739، تركي[بحاجة لمصدر] اسمه أرسلان دهقان، فتح فرغانة. ومع ذلك، في نفس الوقت تم غزو فرغانة من قبل القائد الأموي محمد بن خالد الأزدي.  ومع ذلك، لا يزال الإخشيديون في فرغانة مذكورين في المصادر. وفي عام 740م دمر قائد أموي آخر يدعى نصر بن سيار فرغانة. وسجلت المصادر الصينية أن أرسلان دهقان ساعد تانغ في هزيمة خاقان تورجيش كوت تشور [الإنجليزية] في عام 739، وتزوج من أميرة تانغية في عام 744، وحصل على لقب دو من والدة الإمبراطور شوانزونغ. في عام 750 سقطت الخلافة الأموية، وحلت محلها الخلافة العباسية. انضمت فرغانة إلى الجانب الصيني في معركة طلاس في عام 751. ومع خسارتهم ضد المسلمين، إلا أن فرغانة خارج السيطرة العربية من عام 715 حتى أواخر القرن الثامن.

### السامانيون

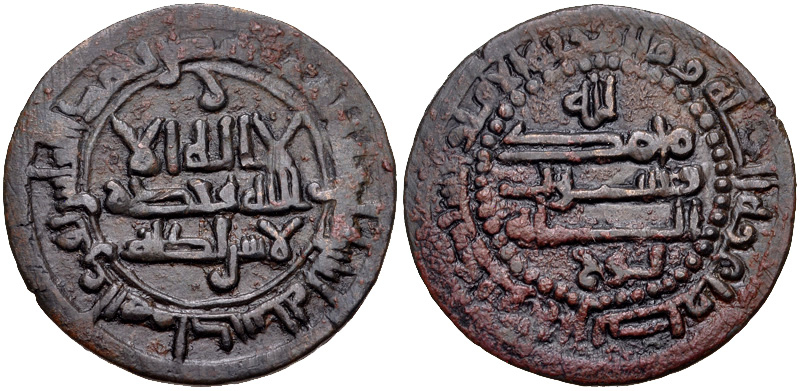
عملة مالك بن شكارتجين (حوالي 312-344/ 924-955 م)، حاكم أخسيكت الساماني. سك فرغانة، تاريخ 382هـ (992-993م).

في عام 819، عيّن حاكم خراسان غسان بن عباد الأمير الساماني أحمد بن أسد حاكمًا على فرغانة، وبذلك انتهت السلالة القديمة التي حكمت فرغانة.

## طالع أيضًا
- إمارة ختال
- إمارة صغنيان
- بخارى خودا
- إمارة أشروسنة